# Runivșciîna
Runivșciîna (în ucraineană Рунівщина) este localitatea de reședință a comunei Runivșciîna din raionul Poltava, regiunea Poltava, Ucraina.

## Demografie
Componența lingvistică a localității Runivșciîna
     Ucraineană (93,05%)
     Rusă (6,32%)
     Alte limbi (0,51%)
Conform recensământului din 2001, majoritatea populației localității Runivșciîna era vorbitoare de ucraineană (93,05%), existând în minoritate și vorbitori de rusă (6,32%).